# یوتا ناکایاما
یوتا ناکایاما (انگلیسی: Yuta Nakayama؛ زادهٔ ۱۶ فوریهٔ ۱۹۹۷) بازیکن فوتبال اهل ژاپن است.که در باشگاه فوتبال هادرزفیلد تاون در پست مدافع بازی می کند.
وی همچنین در تیم ملی فوتبال زیر ۲۰ سال ژاپن بازی کرده‌است.